# Лонні Мур
Лонні Р. Мур (англ. Lonnie R. Moore; 13 липня 1920 — 10 січня 1956) — військовий авіатор Сполучених Штатів, який виконував бойові завдання в Мартіні B-26 Marauders під час Другої світової війни, збив десять МіГ-15 під час Корейської війни. Він загинув під час катастрофи нового винищувача на Eglin AFB, штат Флорида, у віці 35 років.

## Біографія
Лонні Реймонд Мур народився в Гросбеку та Сан-Антоніо, штат Техас у родині Джозефа Бенджаміна та Ліллі Тотен Мур.
10 січня 1956 року Мур загинув під час зльоту літака F-101A-15-MC Voodoo, 53-2443, від Eglin AFB. Мур здійснив свій перший політ у новій конструкції винищувача, але реактивний літак і розбився в центрі аеродрому відразу після того, як потрапив у повітря, де вибухнув. Хоча місце катастрофи було лише за 200 ярдів від пожежної станції, і полум'я згасили протягом трьох хвилин, пілот не мав шансів врятуватися і загинув. У нього залишилася вдова з Далласу, штат Техас, та п'ятеро дітей, Роберт Барнс, 15 років; Барбара В., 13 років; Лонні Р. молодший, 7 років; Тіна Гейл, 3 1/2 та Стівен Скотт, 20 місяців. Мур був жителем Форт-Уолтон-Біч, штат Флорида, вже п'ять років.

## Професійна діяльність
Під час Другої світової війни Мур пілотував середні бомбардувальники B-26 Marauder в Європейському театрі воєнних дій, здійснив 54 вильоти й був збитий двічі. 2 грудня 1944 року Мур та його екіпаж вирвались з B-26G-5-MA, 43-34290, над Ноген- сюр-Верніссон, Франція, після загорання двигуна.
У повоєнну епоху він перейшов на винищувальну авіацію. Як капітан він був призначений в повітряне полігонне командування в Еглін АФБ, штат Флорида, У 1951 році служив офіцером проєкту під час Корейської війни, проводив випробування в бойових умовах з 335-м винищувачем. Під час випробувального періоду він збив два МіГ-15. Мур залишився в Кореї після завершення випробувань, здійснив сто бойових завдань, знищивши десять МіГ.
Мур здобув свою п'яту повітряну перемогу 18 червня 1953 р.
Лонні Мур повернувся до Егліна в останній квартал 1953 року, він був одним із семи пілотів-винищувачів, «які зробили виняткові записи в Кореї». Мур працював головним керівником проєкту ВВС ВПЦ з випробувань експлуатаційної придатності першого надзвукового реактивного винищувача ВВС F-100A Super Sabre в 1954 році та F-100C, з жовтня 1955 року. За програмою випробувань він працював старшим офіцером проєкту з квітня 1955 р.
Всього льотчик провів більш як 1500 годин на одномоторних реактивних літаках і 3570 загальних польотів,  328 з них у бою.

## Почесні відзнаки та нагороди
Лонні Мур мав чотирнадцять нагород, у тому числі другу найвищу нагороду Нації — Хрест за видатну службу а також Срібну зірку, Визначний Летючий хрест із двома дубовими скупченнями, Бронзову зірку та Повітряну медаль з 14 гронами.